# Arthur Suydam
 (juin 2016).
Arthur Suydam (né le 18 mai 1953) est un artiste américain de bande dessinée. Il a fait des illustrations pour des magazines comme Heavy Metal, Epic Illustrated et National Lampoon, tandis que son travail de bande dessinée inclut Batman, Conan, Tarzan, Predator, Aliens, Death Dealer et Marvel Zombies.

## Carrière
Suydam a contribué à de nombreuses publications, dont  Heavy Metal, House of Secrets,  house of Mystery, Penthouse Comix, Epic Illustrated et National Lampoon, ainsi qu'à des titres de science-fiction internationaux et à des anthologies de bande dessinée. Ses propres projets comprennent Arthur Suydam: The Art of the Barbarian, Skin Deep, The Alien Encounters Poster Book, Visions: The Art of Arthur Suydam, Mudwogs, Mudwogs II, Bedtime Stories for the Incarcerated, Libby in the Lost World et The Adventures of Cholly and Flytrap.
Le travail de bande dessinée d'Arthur Suydam comprend des titres tels que Batman, Conan, Tarzan, Predator, Aliens  et Death Dealer. Récemment, son travail a porté principalement sur les couvertures, dont Marvel Zombies, Ghost Rider, Hellstorm, Moon Knight, Wolverine, Marvel Zombies vs Army of Darkness et Raise the Dead.
Suydam a également créé le visuel de la boîte du jeu Touch the Dead, la couverture du roman Dead Street de Mickey Spillane (avec Max Allan Collins, ainsi que des pochettes pour le groupe de horror punk Misfits, y compris leur single de 2009 Land of the Dead et leur album de 2011 The Devil's Rain.

## Couvertures

### Hommages à Marvel Comics
La couverture de chaque numéro de Marvel Zombies est un hommage à une couverture célèbre de l'histoire de Marvel, mettant en vedette des versions zombies des personnages.
- Marvel Zombies no 1, 1re impression - Amazing Fantasy no 15, par Steve Ditko
- Marvel Zombies no 1, 2e impression - Spider-Man no 1, par Todd McFarlane
- Marvel Zombies no 1, 3e impression - The Amazing Spider-Man no 50, par John Romita, Sr.
- Marvel Zombies no 1, 4e impression - The Incredible Hulk no 1, par Jack Kirby
- Marvel Zombies no 2 - Avengers no 4, par Jack Kirby
- Marvel Zombies no 3, 1re impression - L'Incroyable Hulk no 340, par Todd McFarlane
- Marvel Zombies no 3, 2e impression - Daredevil no 179, par Frank Miller
- Marvel Zombies no 4, 1re impression - X-Men no 1, par Jack Kirby
- Marvel Zombies no 4, 2e impression - Amazing Spider-Man no 39, par John Romita
- Marvel Zombies no 5, 1re impression - Amazing Spider-Man Annual no 21, par John Romita
- Marvel Zombies no 5, 2e impression - Silver Surfer no 1, par John Buscema
- Collection Marvel Zombies, 1re impression - Secret Wars no 1, par Mike Zeck
- Collection Marvel Zombies, 2e impression - Amazing Spider-Man  no 316, par Todd McFarlane
- Collection Marvel Zombies, 3e impression - Fantastic Four no 49, par Jack Kirby
- Collection Marvel Zombies, 4e impression - Avengers no 1, par Jack Kirby
- Collection Marvel Zombies, 5e impression - Mary Jane no 2, par Takeshi Miyazawa
- Collection Marvel Zombies, 6e impression - Iron Man no 128, par Bob Layton
- Ultimate Fantastic Four  no 30 (couverture alternative) - Fantastic Four no 1, par Jack Kirby
- Ultimate Fantastic Four no 31 (couverture alternative) - Fantastic Four no 51, par Jack Kirby
- Ultimate Fantastic Four no 32 (couverture alternative), Fantastic Four no 8, par Jack Kirby
- Marvel Zombies: Dead Days - X-Men vol. 2 no 1, par Jim Lee
- Marvel Zombies vs Army of Darkness no 1, 1re impression - X-Men no 141, par  John Byrne
- Marvel Zombies vs Army of Darkness no 1, 2e impression - X-Men no 137, par John Byrne
- Marvel Zombies vs Army of Darkness no 1, 3e impression - Captain America no 1, par Jack Kirby
- Marvel Zombies vs Army of Darkness no 2 - X-Men no 268, par Jim Lee
- Marvel Zombies vs Army of Darkness no 3, 1re impression - Superman vs The Amazing Spider-Man, par Dick Giordano
- Marvel Zombies vs Army of Darkness no 3, 2e impression - The Death of Captain Marvel, roman graphique par Jim Starlin
- Marvel Zombies vs Army of Darkness no 4 - Captain America no 100, par Syd Shores
- Marvel Zombies vs Army of Darkness no 5 - Wolverine no 1 (1982), par Frank Miller
- Black Panther no 27 - Fantastic Four  no 3, par Jack Kirby
- Black Panther no 28 - Fantastic Four no 116, par John Buscema
- Black Panther no 29 - Avengers no 87, par John Buscema
- Black Panther no 30 - Fantastic Four no 4, par Jack Kirby
- Marvel Zombies Poster Book - hommage à Secret Wars no 8 par Mike Zeck
- Marvel Zombies 2 no 1 - couverture alternative de Civil War no 1, par Michael Turner
- Marvel Zombies 2 no 2 - Marvel Comics no 1, par Frank Paul
- Marvel Zombies 2 no 3 - Tales of Suspense no 39 par Don Heck
- Marvel Zombies 2 no 4 - Nick Fury, agent of SHIELD no 4, par Jim Steranko
- Marvel Zombies 2 no 5 - Silver Surfer  no 4, par John Buscema

#### Autres couvertures-hommages
- Deadpool: Merc with a Mouth no 1 - couverture du comic Savage Tales no 1
- Deadpool: Merc with a Mouth no 2 - affiche du film Les Dents de la mer
- Deadpool: Merc with a Mouth no 3 - affiche du film Zombie
- Deadpool: Merc with a Mouth no 4 - affiche du film Scarface
- Deadpool: Merc with a Mouth no 5 - affiche du film Pretty Woman
- Deadpool: Merc with a Mouth no 6 - affiche du film Alien
- Deadpool: Merc with a Mouth no 7 - affiche du film Trainspotting
- Deadpool: Merc with a Mouth no 8 - affiche du film Un million d'années avant J.C.
- Deadpool: Merc with a Mouth no 9 - affiche du film Le Lauréat
- Deadpool: Merc with a Mouth no 10 - affiche du film Wolverine
- Deadpool: Merc with a Mouth no 11 - couverture du manga Lone Wolf and Cub
- Deadpool: Merc with a Mouth no 12 - couverture de l'album de Nirvana Nevermind
- Deadpool: Merc with a Mouth no 13 - affiche du film Le Silence des agneaux

### Autres couvertures pour Marvel
- Amazing Spider-Girl no 13 : variante zombi
- Avengers/Invaders no 9
- Fantastic Four no 554 : variante Skrull
- Ghost Rider no 8, 9, 10, 11, 30, 31, 32, 33, 34, 35
- Incredible Hercules no 121, et no 122 : variante zombi
- Moon Knight (3e série, 2006) no 14, 15, 16, 17, 18, 19, 21, 22, 23, 24, 25
- Rawhide Kid no 4
- Thor no 1 : variante et variante zombi
- Wolverine no 57, 58, 59, 60, 61
- Wolverine Origins no 10 : variante